# فوراور (مجموعه تلویزیونی)
فوراور یا ابدی (به انگلیسی: Forever) یک مجموعه تلویزیونی آمریکایی به سبک خیال‌پردازی جنایی درام است که توسط متیو میلر نوشته شده، و از شبکه ای‌بی‌سی پخش می‌شد. پخش فصل نخست مجموعه شامل ۲۲ قسمت از ۲۲ سپتامبر ۲۰۱۴ تا ۵ مه ۲۰۱۵ ادامه داشت. داستان مجموعه دربارهٔ یک پزشک نامیرا به نام دکتر هنری مورگان (یوان گریفید) است، که برای بیش از ۲۰۰ سال زنده بوده و با استفاده از دانش گسترده خود در شهر نیویورک برای اداره پلیس نیویورک سیتی مشغول به کار است. در ۷ مه ۲۰۱۵، ای‌بی‌سی ساخت مجموعه را پس از یک فصل متوقف کرد.